# Parque Nacional da Rusizi
O Parque Nacional da Rusizi é uma reserva natural no Burundi, junto ao Rio Rusizi. Encontra-se a 15 km ao norte da cidade de Bujumbura e é o lar de hipopótamos e sitatungas. Gustave, um crocodilo do Nilo que alegadamente já matou 300 pessoas, vive aqui.